# Antonio Muttone

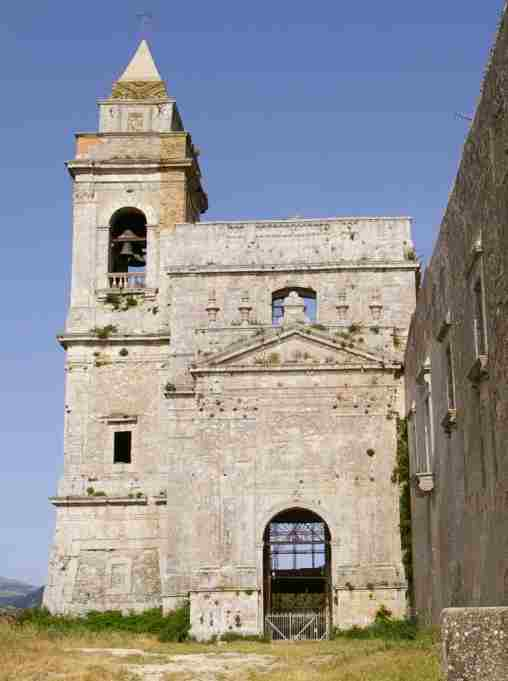
Abbazia Santa Maria del Bosco.

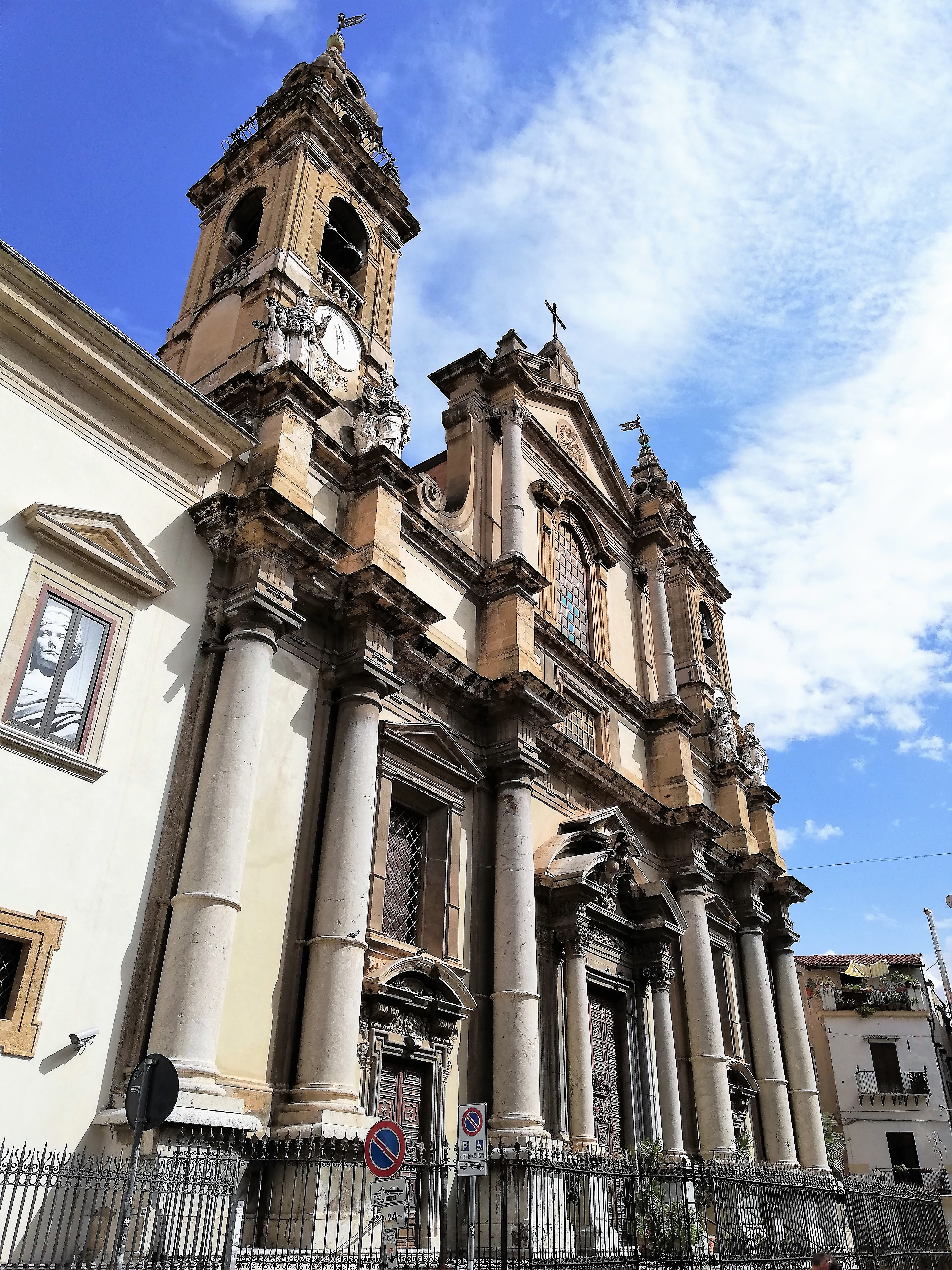
Chiesa di Sant'Ignazio all'Olivella

Antonio Muttone (Lombardia, XVI secolo – 1623) è stato un architetto italiano, fu uno dei protagonisti della fase di passaggio tra manierismo e barocco in Sicilia a cavallo tra il XVI ed il XVII secolo.

## Biografia
Scarsissime sono le notizie relative alla sua biografia, anche se risulta di origine lombarda. Risulta attivo a Palermo dagli anni ottanta, inizialmente come capomastro, nei lavori del molo di Palermo (con Giovan Battista Collipietra) e nella realizzazione di fontane.

## Opere
Gli vengono attribuite molte opere tra cui:
- la sede della Congregazione di San Filippo Neri (oggi Museo archeologico regionale)
- la chiesa di Sant'Ignazio all'Olivella (inaugurata nel 1622 ma completata poi da altri).
- Abbazia di Santa Maria del Bosco, progetto ed esecuzione lavori.